# Крёбер, Теодора
Теодора Ковел Кракав Крёбер Куинн (англ. Theodora Covel Kracaw Kroeber Quinn; 24 марта 1897[…], Денвер — 4 июля 1979, Беркли, Калифорния) — американская писательница, антрополог, археолог и исследовательница культуры индейцев. Супруга Альфреда Крёбера, мать Урсулы Ле Гуин.

## Биография
Теодора Ковел Кракав родилась в 1897 году в Денвере. Её родители были владельцами магазина и мигрантами из Польши; её прабабушка Паулина Петронела Кракув (Кракувова) — польской писательницей. По словам Теодоры, её детство было счастливым. У неё было двое старших братьев. В 1915 году Теодора окончила школу и поступила в Калифорнийский университет в Беркли. В 1921 году она окончила университет cum laude и получила степень магистра клинической психологии. Тогда же она вышла замуж за Клифтона Брауна, у них родилось двое детей. Супруги проживали в Санта-Фе, где Теодора начала интересоваться культурой индейцев. В 1923 году Клифтон умер от пневмонии, которой заболел во время Первой мировой войны.
После смерти мужа Теодора вернулась в аспирантуру и начала изучать антропологию. Здесь она посетила семинар Альфреда Крёбера, одного из ведущих антропологов США, который был старше её на 21 год и также был вдовцом. В 1926 году они поженились. У них родились двое детей. Их сын Карл стал учёным, дочь Урсула — писательницей. Альфред также усыновил двух детей жены от первого брака. В июне 1926 года супруги Крёберы оставили своих детей с матерью Теодоры и отправились в 8-месячную экспедицию на территорию Наска в Перу. Это был первый визит Теодоры на археологические раскопки; она также раньше не жила в кемпинге. Там она работала над идентификацией и каталогизацией образцов. Она сопровождала Альфреда и в другой поездке в Перу в 1942 году, а также в поездках по США по изучению народов юрок и мохаве, в том числе на реке Кламат. Она опиралась на этот опыт в своей книге 1968 года «Почти предки».
В 1926 году Крёбер опубликовала первую научную работу в журнале American Anthropologist. В дальнейшем она вернулась к написанию книг и научной работе уже после того, как её дети выросли. В 1959 году она опубликовала сборник легенд калифорнийских индейцев The Inland Whale. В 1960 году Крёбер овдовела. Через год она опубликовала книгу «Иши в двух мирах» об индейце Иши, с которым работал её супруг. Книга получила широкий успех и стала бестселлером, и сама учёная стала известной. Произведение было переведено на девять языков, в том числе русский. «Иши в двух мирах» считается одной из наиболее известных книг об индейцах. К 2001 году было продано более миллиона копий произведения. Крёбер также опубликовала биографию своего мужа Alfred Kroeber, A Personal Configuratio и писала рассказы, статьи и поэзию.
В 1969 году Крёбер вышла замуж за художника и психотерапевта Джона Куинна. Он был моложе жены на 40 лет. После замужества она также стала интересоваться искусством. Она скончалась в 1979 году на 83-м году жизни.